# Joludkî, Șepetivka
Joludkî (în ucraineană Жолудки) este un sat în comuna Novîci din raionul Șepetivka, regiunea Hmelnîțkîi, Ucraina.

## Demografie
Componența lingvistică a localității Joludkî
     Ucraineană (98,59%)
     Rusă (1,06%)
     Alte limbi (0,35%)
Conform recensământului din 2001, majoritatea populației localității Joludkî era vorbitoare de ucraineană (98,59%), existând în minoritate și vorbitori de rusă (1,06%).